# 弗朗索瓦一世广场

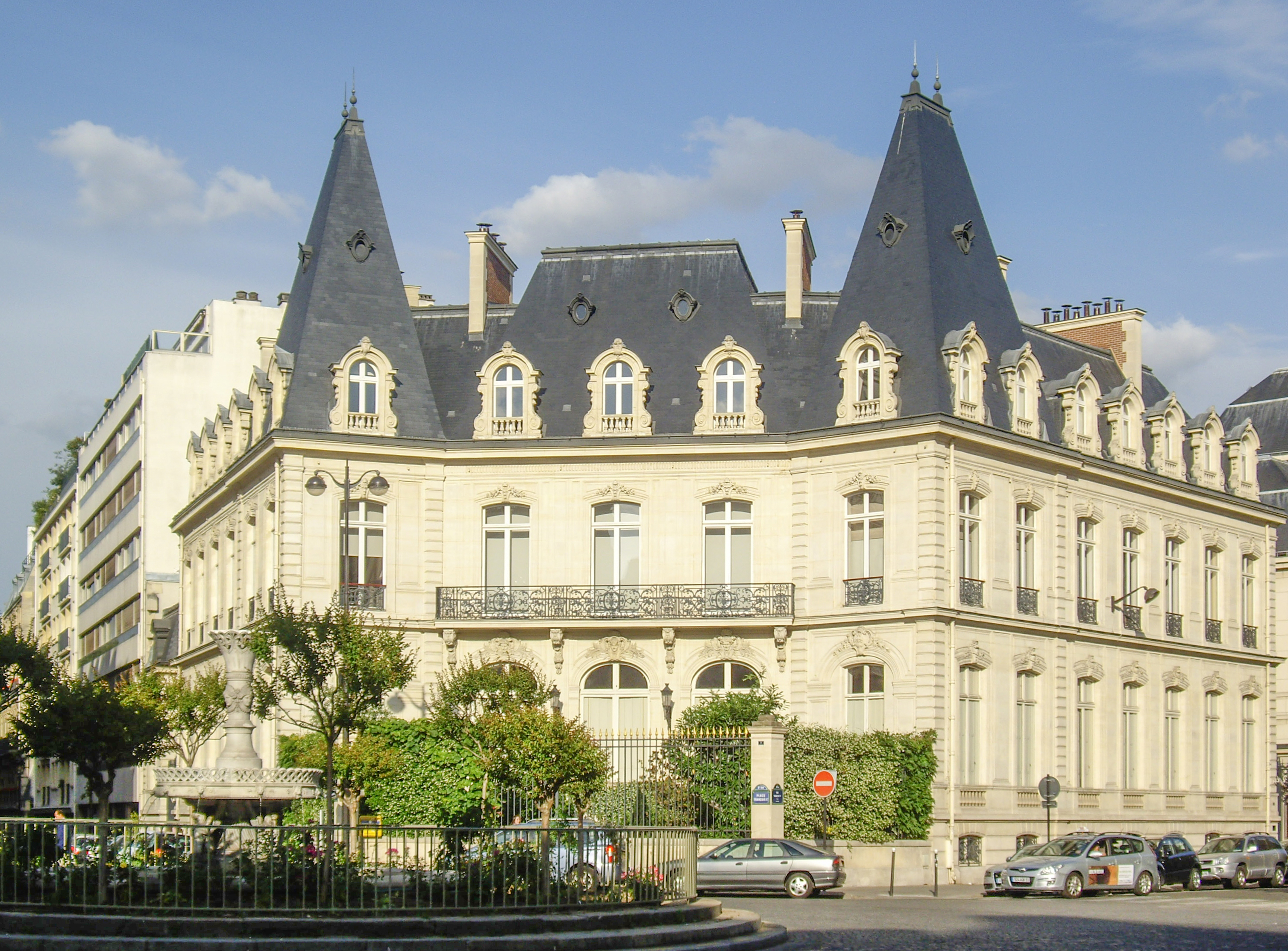

弗朗索瓦一世广场（Place François-Ier）是巴黎第八区的一个圆形广场，直径54米。弗朗索瓦一世路、贝亚尔路（Rue Bayard）和Rue Jean-Goujon 在此交汇。

## 交通
弗朗索瓦一世广场附近的地铁站是香榭丽舍-克列孟梭站（1、13号线）。

## 名称
弗朗索瓦一世广场得名于法国国王弗朗索瓦一世。

## 历史
弗朗索瓦一世广场开辟于1823年。

## 建筑
- 9号：Hôtel de Vilgruy，已列为法国历史遗迹.
- 广场中心的喷泉

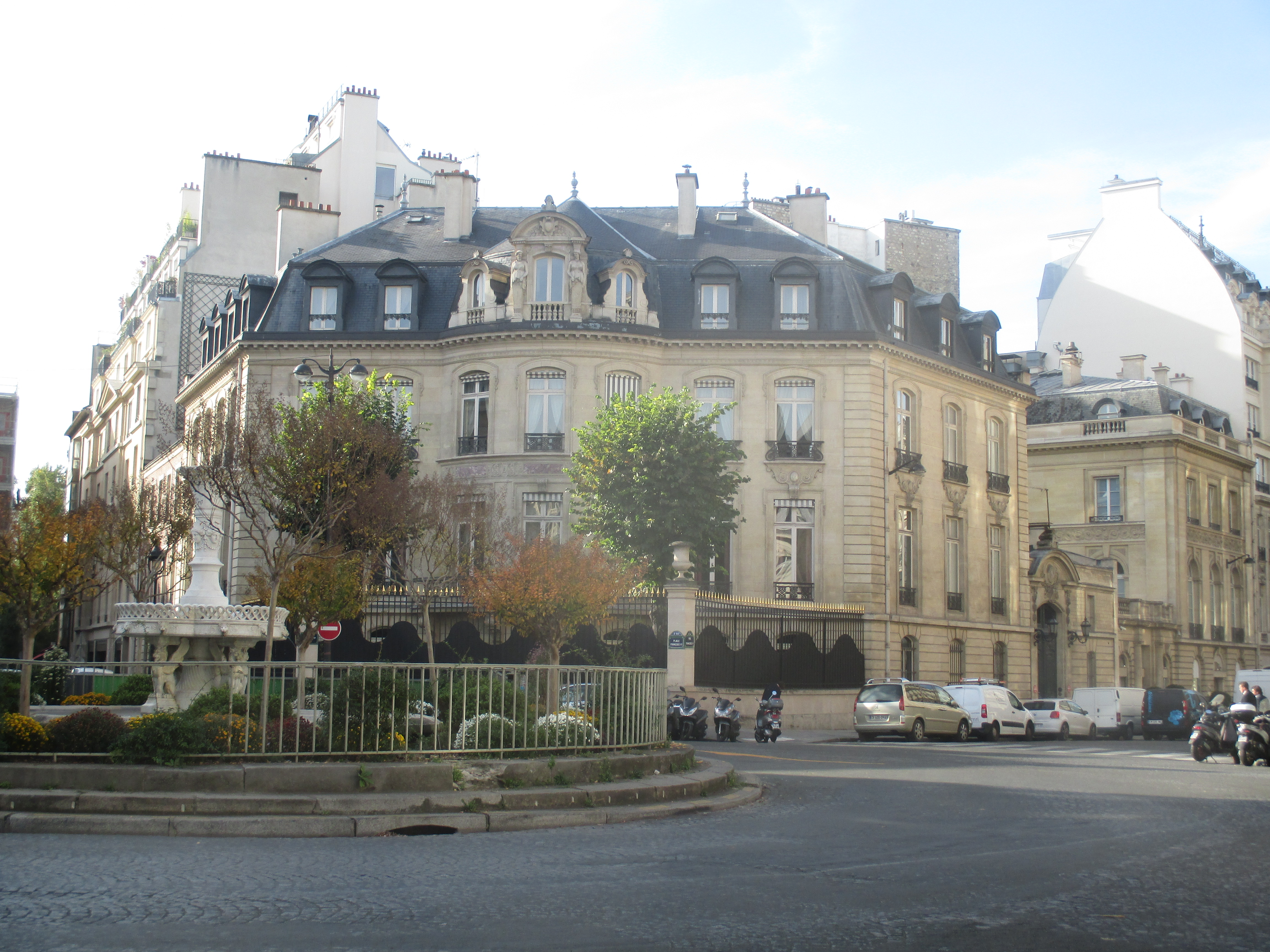
Hôtel de Vilgruy.
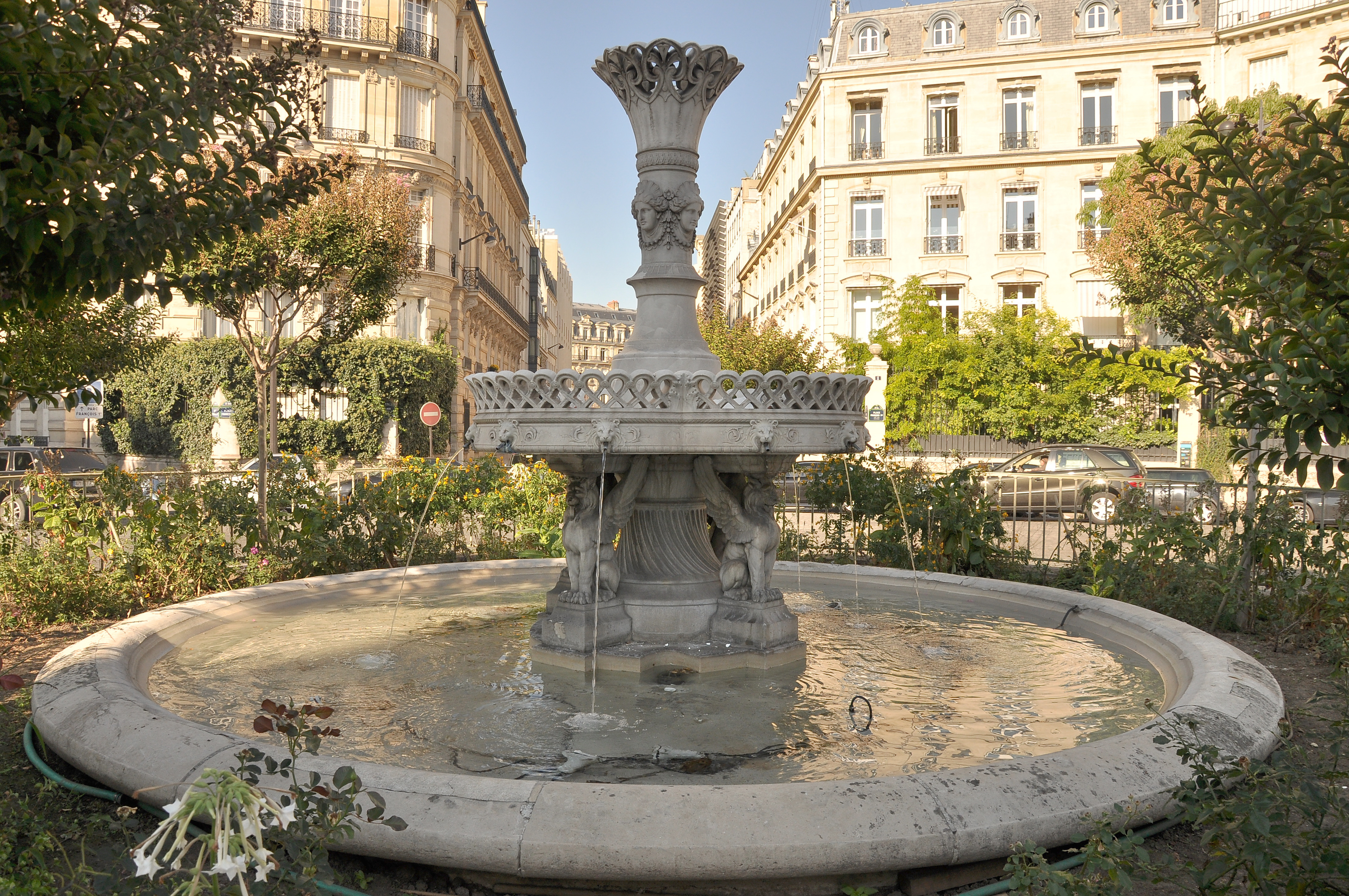
喷泉